# Эль-Серрито
Эль-Серрито (исп. El Cerrito) — город-муниципалитет, расположенный в департаменте Валье-дель-Каука Колумбии, один из 42 муниципалитетов департамента.
Название города и муниципалитета на испанском означает «малая гора».
Первое поселение на месте муниципалитета появляется в 1797 году.